# Philip Cook

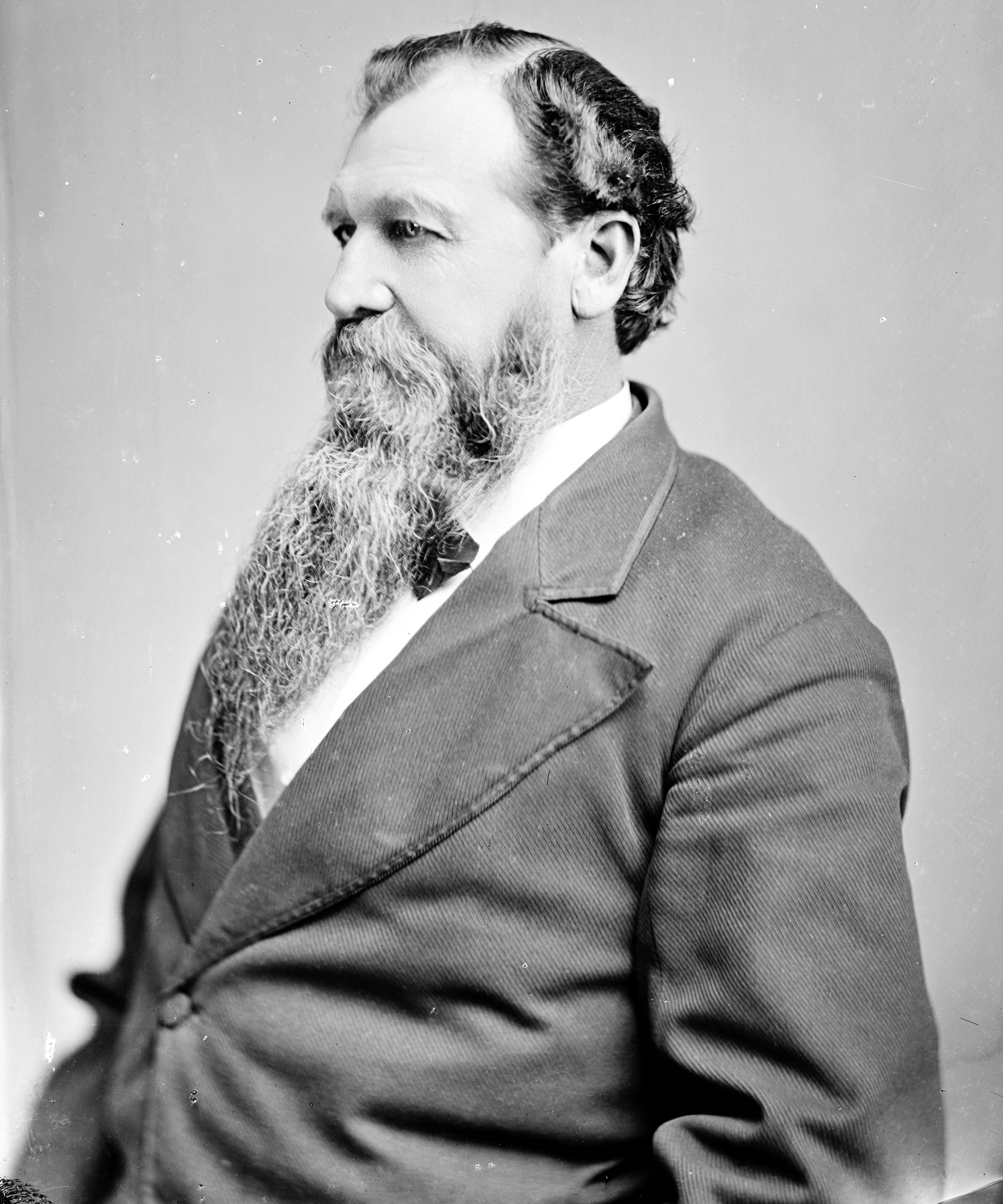
Philip Cook

Philip Cook (* 31. Juli 1817 im Twiggs County, Georgia; † 21. Mai 1894 in Atlanta, Georgia) war ein US-amerikanischer Politiker und Brigadegeneral der Konföderierten im Sezessionskrieg.

## Leben
Cook graduierte an der Oglethorpe University und anschließend in Rechtswissenschaften an der University of Virginia in Charlottesville 1840. Nach seiner Zulassung als Anwalt praktizierte er 1841 und 1842 in Forsyth (Georgia), wo er auch erstmals in die Politik einstieg. Danach praktizierte er im Lanier County, im Oglethorpe County und im Sumter County. In den Jahren 1859, 1860, 1863 und 1864 wurde Cook auch in den Senat von Georgia gewählt.
1861 trat er als einfacher Soldat in das 4th-Georgia-Infantry-Regiment der provisorischen Armee der Konföderierten ein, wo er zum First Lieutenant, Lieutenant Colonel, Colonel und im August 1863 zum Brigadegeneral befördert wurde; seine Erfahrungen in den Seminolenkriegen halfen ihm bei dem schnellen Aufstieg.
Nach dem Krieg ließ sich Cook in Americus nieder, wo er weiter als Anwalt praktizierte und politisch aktiv war. Von 1873 bis 1883 war der Demokrat Cook im Repräsentantenhaus in mehreren politischen Ausschüssen tätig, war von 1883 bis 1889 Kommissar des State Capitol und ab 1890 bis zu seinem Tod am 21. Mai 1894 Secretary of State von Georgia. Sein Nachfolger in diesem Amt wurde Allen D. Candler.
Nach ihm ist Cook County in Georgia benannt.